# Weilburger Schiffstunnel
De Weilburger Schiffstunnel is de enige scheepvaarttunnel in Duitsland. De 195 m lange tunnel loopt van noord naar zuid onder de Mühlberg door, waarop het stadje Weilburg ligt, en snijdt zo een 2 km lange meander van de Lahn rond Weilburg af. De tunnel werd tussen 1844 en 1847 gebouwd. Er lopen een spoorweg- en verkeerstunnel parallel met de scheepvaarttunnel.
Ongeveer 10 jaar na de opening verloor het scheepvaartverkeer op de Lahn (en daarmee ook de tunnel) zijn functie ten voordele van de in 1857 geopende Lahntalbahn (de spoorlijn Wetzlar - Koblenz). De tunnel wordt hoofdzakelijk gebruikt door kanovaarders en andere watersporters.
Om het verval van 4,65 m van de meander van de Lahn op te vangen is er aan de zuidelijke toegang een koppelsluis gebouwd. Elk van de twee sluizen heeft een lengte van 42 meter, waarvan een deel van de bovenste sluis zich reeds in de tunnel bevindt. De diepgang in de tunnel bedraagt 1,75 m, de breedte 5,6 m en de hoogte 6,3 m (op het bovenste punt van de tunnelbuis).

Dwarsdoorsnede Mühlberg
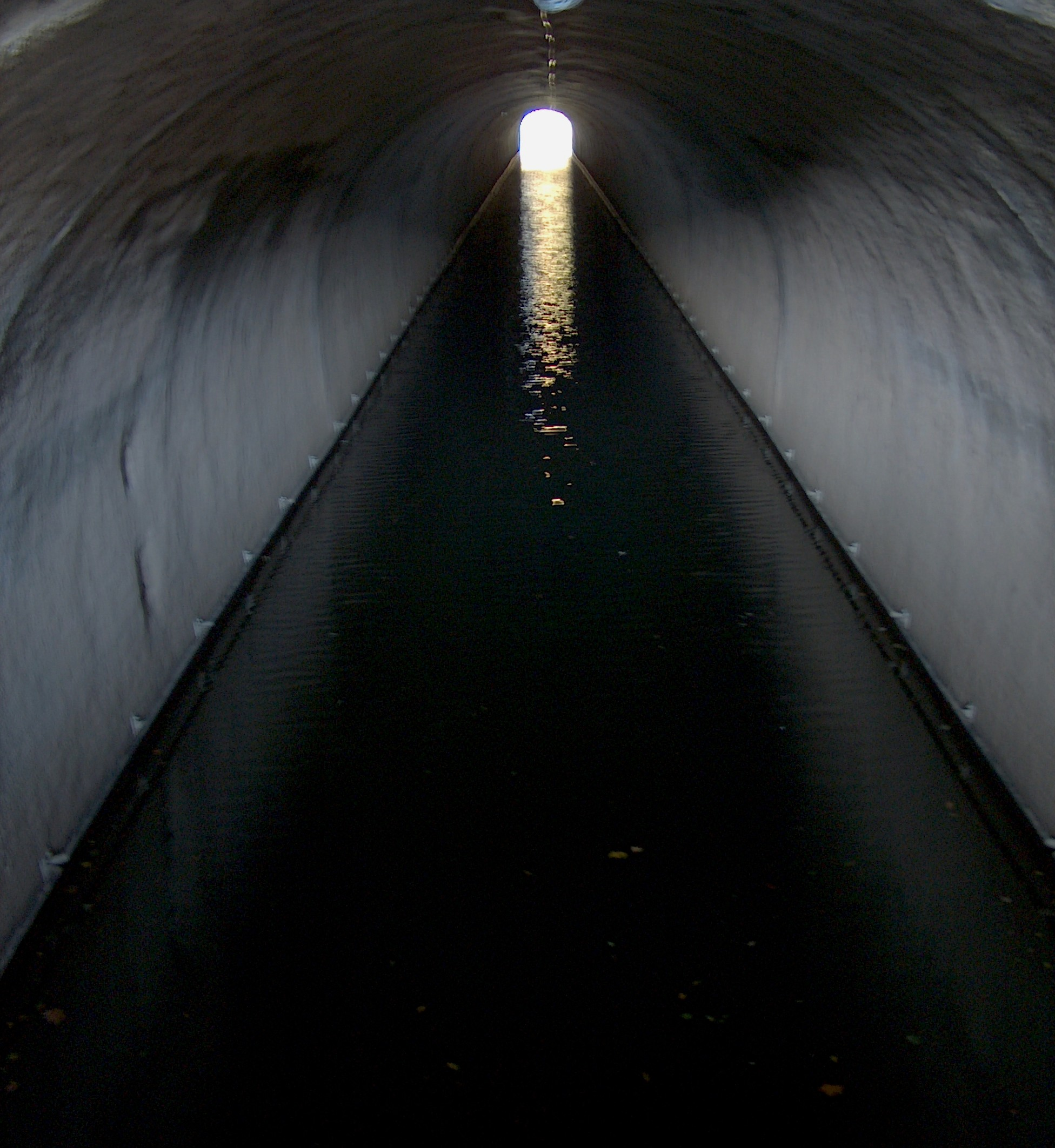
In de scheepvaarttunnel
Locatie Weilburger Schiffstunnel